# Софія

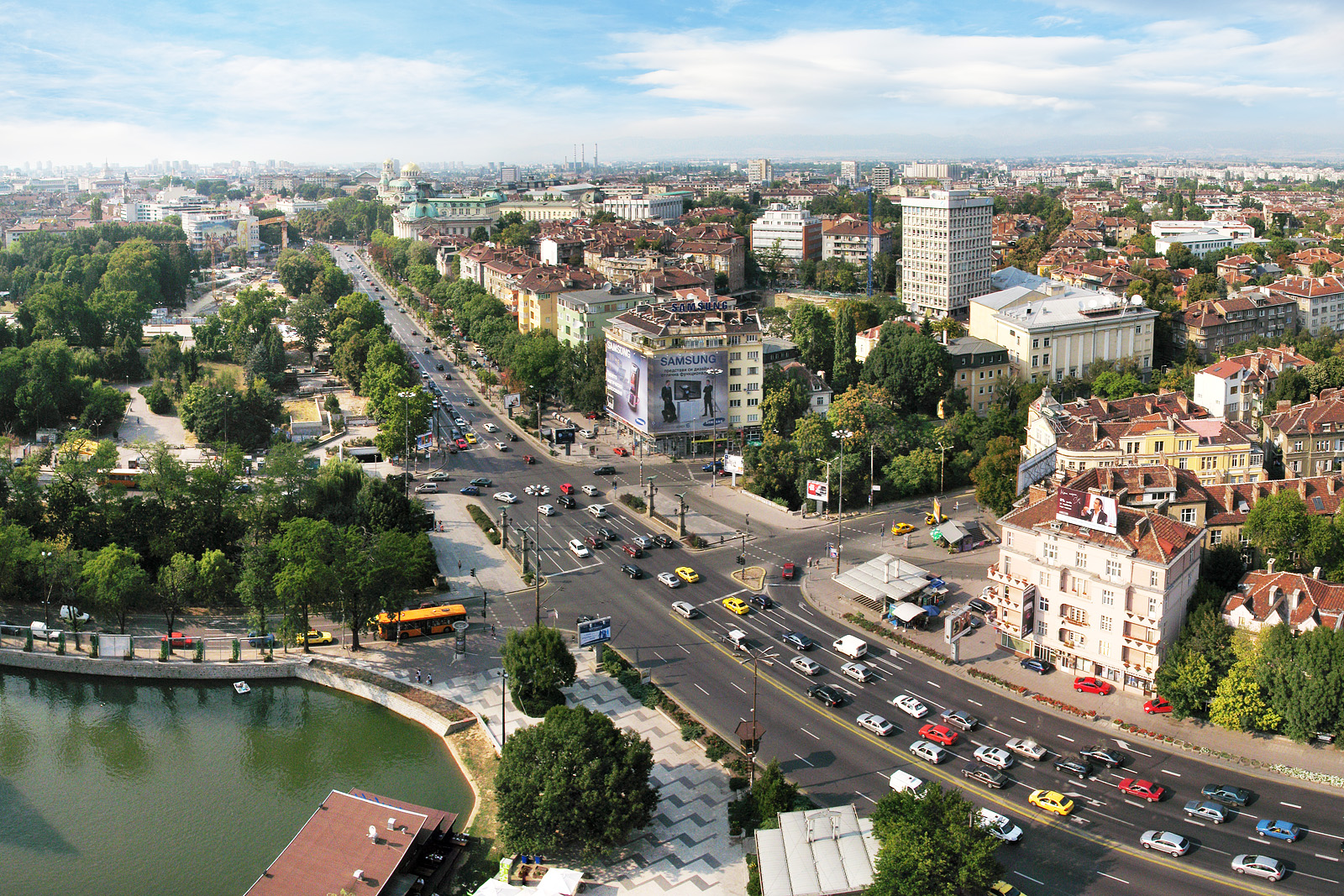
Вид на частину середмістя Софії. На передньому плані — Орлів міст.

Софі́я (болг. Со́фия) — столиця, найбільше місто і головний культурний та економічний центр країни Болгарії. Воно є 14-м за розміром містом у Європейському союзі, з населенням 1 291 591 осіб (за даними перепису 2011 року), що становить 17,5 % населення країни. Софія лежить у центральній частині Західної Болгарії, в Софійській котловині, на південь від неї височіє гора Витоша, на захід — гора Люлін, на північ — Стара Планина. Загальна площа 492 км², висота над рівнем моря від 500 до 639 м. Софія четверта за висотою столиця Європи. Місто простяглося на чотири тераси між річкою Іскир та її притоками — Перловська і Владайська. У центрі міста, разом із кварталами Овча купел, Княжево, Горна баня, Панчарево струмують мінеральні джерела. У Софії вологий континентальний клімат.
Софія є основним адміністративним, індустріальним, транспортним, культурним і університетським центром країни, у ній зосереджено 1/6 всієї промисловості країни. Також у місті розташовані Болгарська академія наук, багато університетів, театрів, кінотеатрів, Національна галерея, археологічні, історичні, природознавчі і інші музеї. У центрі міста є чимало зареєстрованих історичних пам'яток, ще з римських часів. Наявний міжнародний аеропорт.
Установчими зборами, за пропозицією професора Марина Дринова, місто ще 3 квітня 1879 року було оголошене столицею — як віддалене від турецького кордону й розташоване в центрі болгарських земель, за тодішнім розумінням.
Девіз міста «Росте, та не старішає».

## Географія

### Місцезнаходження

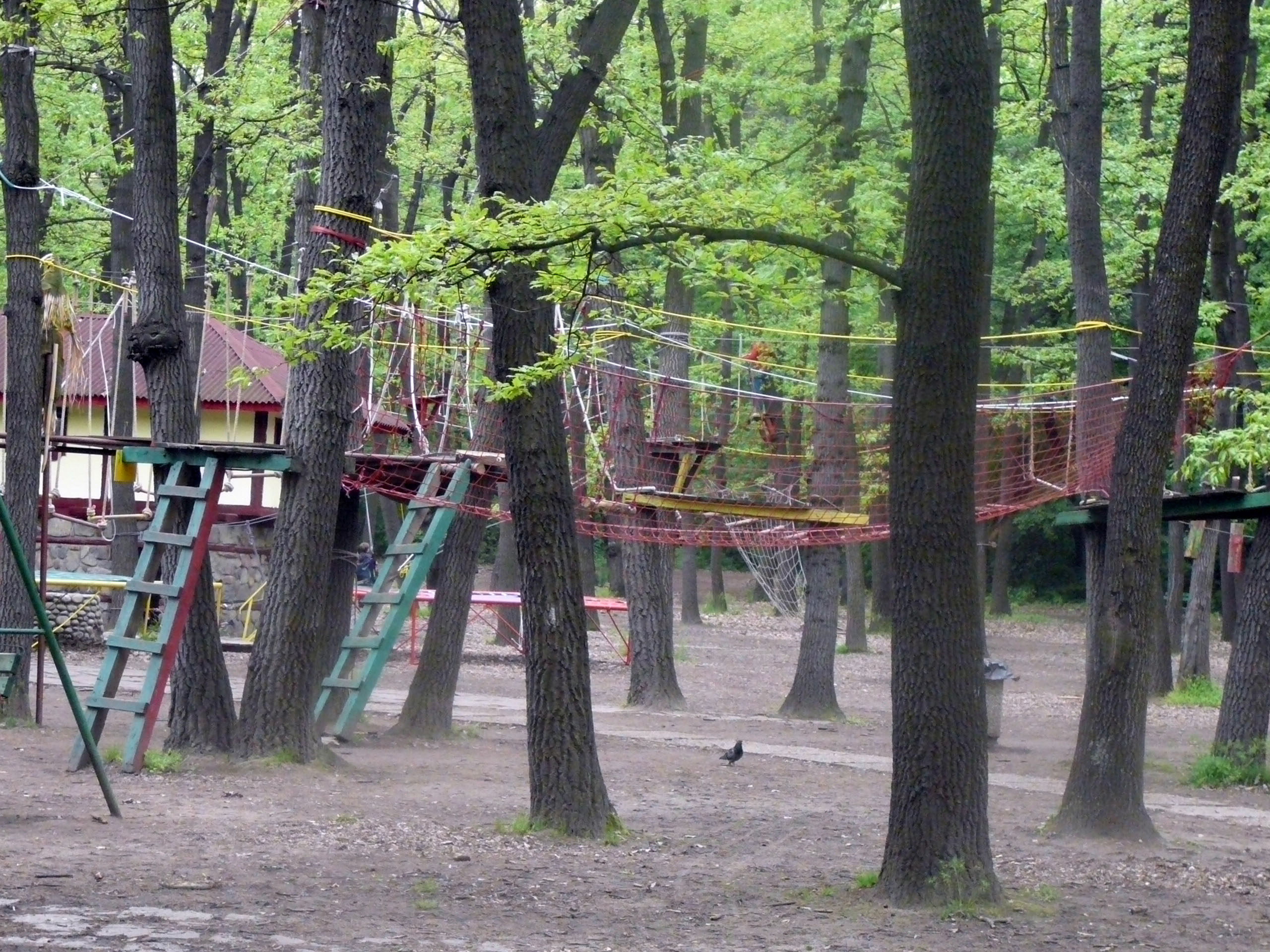
Борисів сад

Історичний центр Софії знаходиться на південь від центру Софійської котловини, однієї з підбалканських долин, що лежать між Балканським хребтом на північному сході і горами Люлін, Витоша і Лозенска на півдні. Сучасне місто займає значну частину Софійської котловини і розтяглося переважно на південний схід і північний захід від історичного центру, сягаючи підніжжя гори Витоша, а північно східні райони міста Сеславці і Кремиковці розміщені на схилах гори Стара Паланина.
Територія Софії має площу 492 км², міська територія охоплює сусідні сільськогосподарські і лісові землі, включаючи значну частину гори Вітоша. Софія межує з територією трьох міст (Банкя, Бухово і Новий Іскир) і з територією 25 сіл (Бистриця, Бусманці, Владая, Волуяк, Герман, Горішній Богров, Долішній Богров, Долішній Пасарел, Іваняне, Казичене, Клісура, Кокаляне, Кривина, Кубратово, Лозен, Локорсько, Мало-Бучино, Мировяне, Мрамор, Мирчаєво, Негован, Огоя, Панчарево, Чепинці і Яна) із Столичної общини, п'ять сіл (Големо-Бучино, Дивотино,Кладниця, Люлин, Чуйпетлово) із Перницької общини, два села (Гурмазово, Пожарево) общини Божуриште і одне село (Ябланица) з общини Своге.
До міста ведуть п'ять гірських перевалів: Іскарський, Владайський, Драгоманський, Петроханський і Витинський. Через них проходять давні дороги, які з'єднують Адріатичне море і Центральну Європу з Чорним та Егейським морями і Близьким сходом. Завдяки своєму розташуванню, Софія в минулому була великим комерційним, туристичним і культурним центром на Балканському півострові. Через місто протікає кілька дрібних річок, найбільші з яких Владайська і Перловська. Через східні квартали тече річка Іскир, але там вона дуже мілка. Софія здавна відома своїми мінеральними водами (15 джерел із загальною ємністю в 130л/с). За останні 60 років побудовано штучні озера й водосховища.
Софія знаходиться на 150 км від Пловдива, на 360 км від Бургаса і на 430 км від Варни автомобільними шляхами.

### Клімат

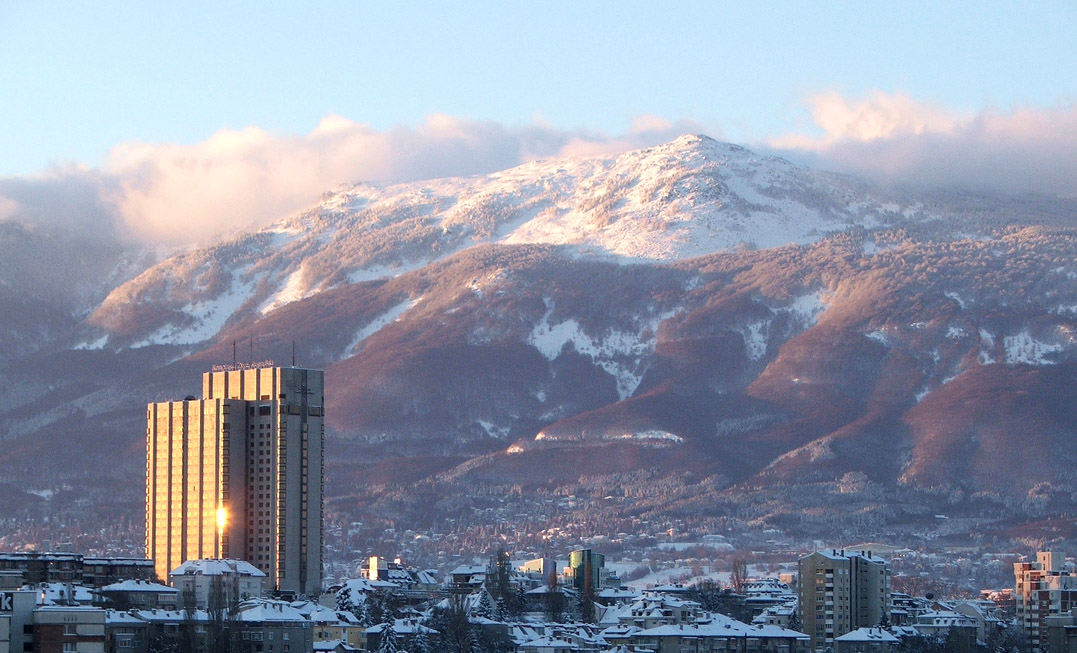
Вид на гору Вітоша і центр міста

У Софії вологий континентальний клімат із середньою річною температурою від 10,6 °C.
Зима холодна й сніжна. У дуже сніжні зими температура може падати до −15 °C або й ще нижче, особливо в січні. Туман є типовим явищем на початку зими. Узимку в середньому 58 днів земля вкрита сніжним покровом.
Літо в Софії тепле і сонячне. У столиці зазвичай прохолодніше ніж загалом по країні, проте і тут температура піднімається до 35 °C, особливо в липні і серпні.
Осінь і весна в Софії порівняно короткі і швидкоплинні.
Середньорічна кількість опадів становить 581,8 мм, досягаючи свого максимуму в кінці весни і початку літа, коли досить часті грози.
| Клімат Софії                            | Клімат Софії | Клімат Софії | Клімат Софії | Клімат Софії | Клімат Софії | Клімат Софії | Клімат Софії | Клімат Софії | Клімат Софії | Клімат Софії | Клімат Софії | Клімат Софії | Клімат Софії |
| Показник                                | Січ.         | Лют.         | Бер.         | Квіт.        | Трав.        | Черв.        | Лип.         | Серп.        | Вер.         | Жовт.        | Лист.        | Груд.        | Рік          |
| Абсолютний максимум, °C                 | 19           | 23           | 27,5         | 31           | 34           | 38           | 41           | 39,4         | 36,1         | 33,9         | 25,5         | 23           | 41           |
| Середній максимум, °C                   | 3,5          | 5,6          | 10,6         | 16,2         | 21,1         | 24,7         | 27,3         | 27,5         | 22,9         | 17,1         | 9,7          | 4,3          | 15,9         |
| Середня температура, °C                 | −0,5         | 1,1          | 5,4          | 10,6         | 15,4         | 18,9         | 21,2         | 21           | 16,5         | 11,3         | 5,1          | 0,7          | 10,6         |
| Середній мінімум, °C                    | −3,9         | −2,9         | 0,8          | 5,4          | 9,8          | 13,2         | 15,1         | 14,9         | 11           | 6,6          | 1,4          | −2,4         | 5,8          |
| Абсолютний мінімум, °C                  | −28,3        | −25          | −16,1        | −6           | −2,2         | 1,4          | 2            | 3,5          | −2           | −6           | −15,3        | −21,1        | −28,3        |
| Норма опадів, мм                        | 33.2         | 31.5         | 38.1         | 50.7         | 67           | 75.4         | 52.6         | 57.6         | 45.7         | 45           | 43.3         | 41.7         | 581.8        |
| --------------------------------------- | ------------ | ------------ | ------------ | ------------ | ------------ | ------------ | ------------ | ------------ | ------------ | ------------ | ------------ | ------------ | ------------ |
| Джерело: Клімат Софії. stringmeteo.com. |              |              |              |              |              |              |              |              |              |              |              |              |              |

### Екологія
Проблема забруднення повітря в Софії викликана її розташуванням в долині, яка з усіх сторін оточена горами, що впливає на здатність до самоочищення атмосфери. Повітря в столиці забруднюється в основному твердими частинками і оксидами азоту. Після зупинки роботи «Креміковці» забруднення йде, в першу чергу, від автомобільного транспорту, опалення твердим та рідким паливом, брудних доріг і деяких ТЕС. Такі столичні райони, як Дружба, Надія і Павлово мають найзабрудненіше повітря, за винятком автомобільного транспорту, основним забруднювачем в них є ТЕС.
У 2015 році Софія займала 33-тю позицію за забрудненням повітря серед 157 міст Європи.

## Історія

### Фракійська Сердика

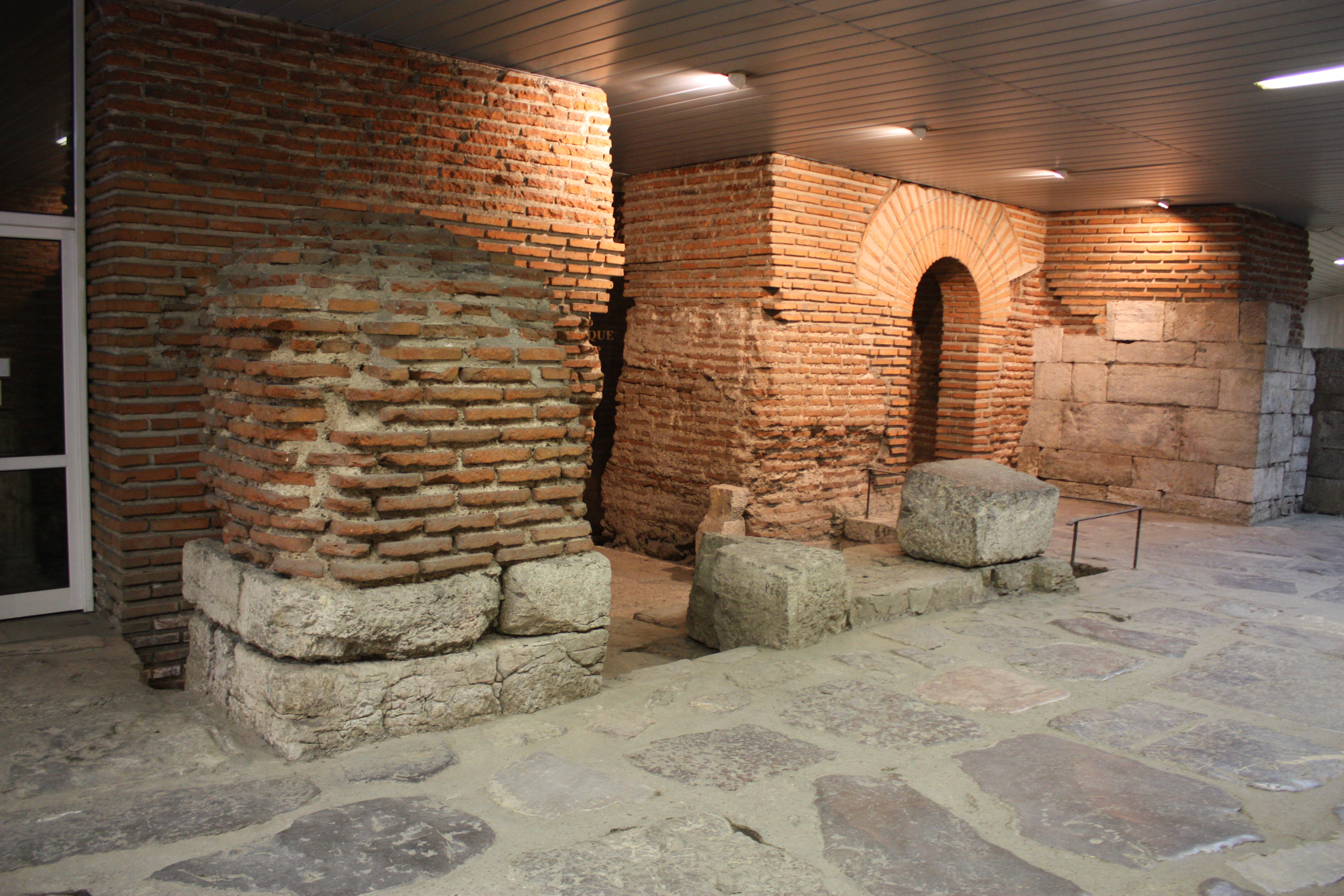
Залишки від фортеці Сердики

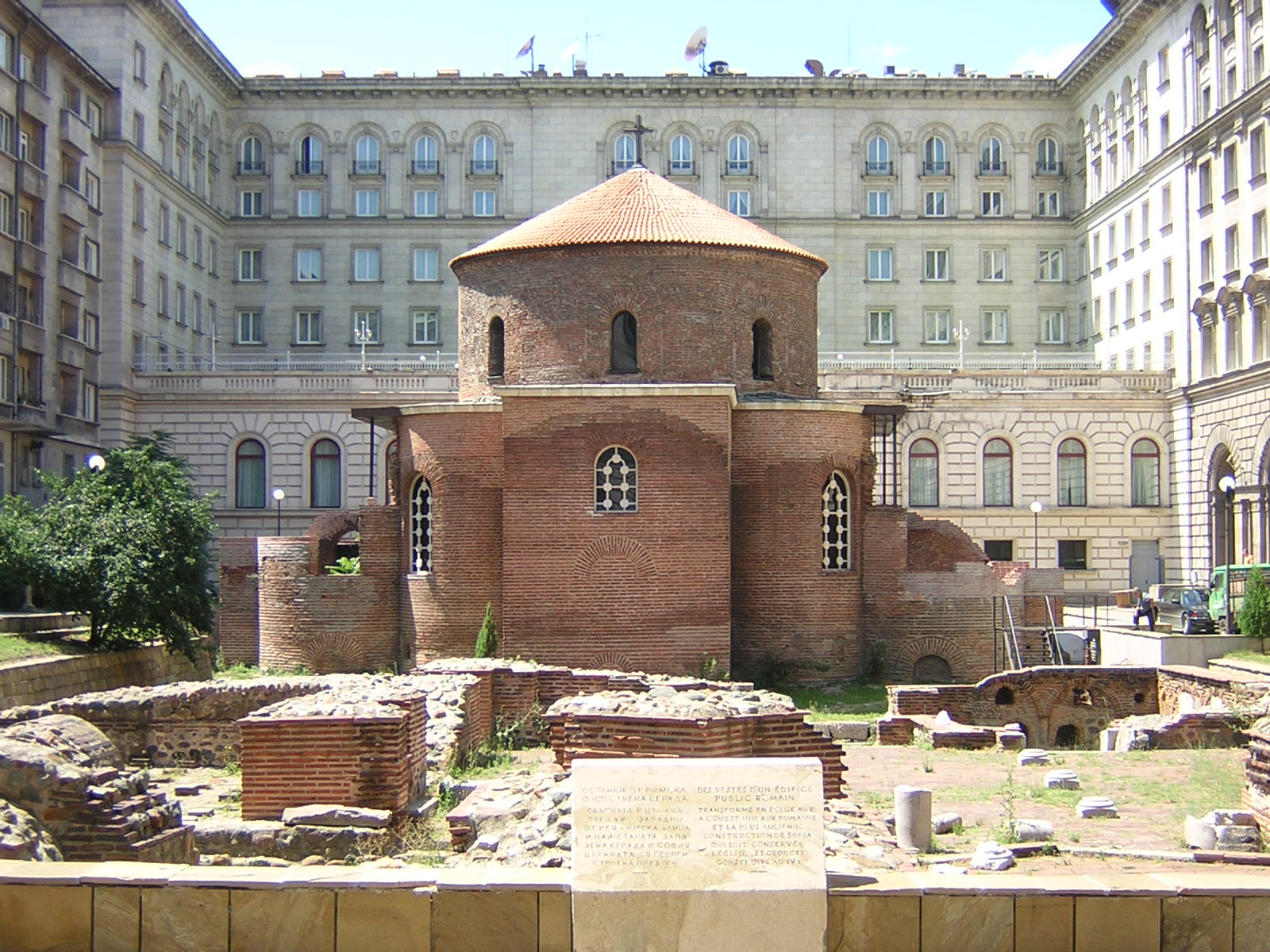
Антична Сердика — Ротонда святого Георгія (Софія) і руїни резиденції імператора Костянтина I Великого

Софія є однією з найстаріших європейських столиць. Її історію можна простежити до часів неоліту. Сліди неолітичних поселень були виявлені на її території (близько сьогоднішнього палацу, і в сучасному кварталі Слатіна), починаючи з 5000 до н. е.
У VII столітті до н. е. на північ від теплого мінерального джерела, біля річки Владайки виникає фракійське місто, яке стало відоме як Сердонополіс або Сердика за назвою місцевого фракійського племені. В IV столітті до н. е. місто потрапило під владу Філіпа II, а потім його сина Олександра Македонського.

### Римський період
Місто потрапило під римське пануванням в 29 році нашої ери при римському імператорі Марку Ульпію Траяні (98—117). Сердика, яка знаходиться на римській дорозі Віа Мілітаріс, процвітала і стала центром адміністративного району. Місто виросло під час правління Марка Аврелія (161—180) і імператора Коммода (176—192 н. е.), між 176 і 180 було укріплене муром, сторожові вежі. У II сторіччі були відкриті гарячі джерела і побудовані міські лазні, адміністративні та інші будівлі.
З другої половини III століття важливість міста різко зросла. Хоча воно і піддалося, вторгненню готів в 271, воно було обране столицею великої римської провінції Дакії Авреліани, утвореної з Верхньої Мезії імператором Авреліаном, випередивши місто Ніш. Під час адміністративних реформ Діоклетіана в 285 році Сердика стала столицею новоствореної провінції Внутрішня Дакія. При поділі єпархії Мезії, воно стає столицею північної єпархії — Дакія, яка складалась з провінцій Внутрішня Дакія, Прибережна Дакія, Дарданія, Гірська Мезія, Превалітанія. Між 275—299 був побудований критий амфітеатр і Ради округу — булевтеріона.
Цілком можливо, в Сердиці народився імператор Авреліан, хоча його родовід напевне не встановлено. Під його керівництвом Сердика отримала новий північний мур. В місті 250 року народився імператор Галерій, який помер і був похований в Сердиці.
Сердика була місцем проживання християнського єпископа і в 343 році, в місті було проведено Сардикійський собор, скликаний західним імператором Константом і східним імператором Констанцій II. На нього прибуло 341 єпископ християнської церкви, в тому числі Афанасій Великий, святий Осій з Кордови і відомий сердицький єпископ Протоген. На соборі встановили правила внутрішньої церковної структури і взаємин церкви з світською владою. Йдучи на собор Афанасій заснував Знатноліваденський монастир, розташований недалеко від сучасного села Златна Лівада, який працює і по сьогодні.
Сердика була улюбленим містом імператора Костянтина Великого (народився в Ніші), який навіть мав намір перенести туди столицю. Стародавні автори говорять, що він часто говорив, «Сердика — це мій Рим». Імператор часто жив в Сердиці, де видано багато з його указів, що збереглися в Corpus iuris civilis. Імператор довгий час жив і керував імперією з своєї резиденції в місті, яка називалась «Міська резиденція». У четвертому столітті, резиденція вже займала цілий район міста, відомого як «Константинов район», розташований в основному між сучасними вулицями «Калоян», «Позітано», «Леге» і на південь від президентської резиденції. Пізніше, в XIII сторіччі, комплекс перетворюється в палац болгарського Калояна. Тут була міська резиденція севастократорів, а заміська була біля Боянській церкві. У 357 р н. е. римський історик Амміан Марцеллін визначає місто як велике і відоме.
У V—VI століттях під час великого переселення народів місто переживає нашестя гунів, готів і інших варварських племен. У середині VI століття, під час правління імператора Юстиніана I (527—565), Сердика відроджується як важливий адміністративний центр Візантійської імперії під ім'ям Триадиця. Тільки у релігійному відношенні місто було підпорядковане архієпископству, центром в місті Охриді, де народився сам імператор Юстиніан.

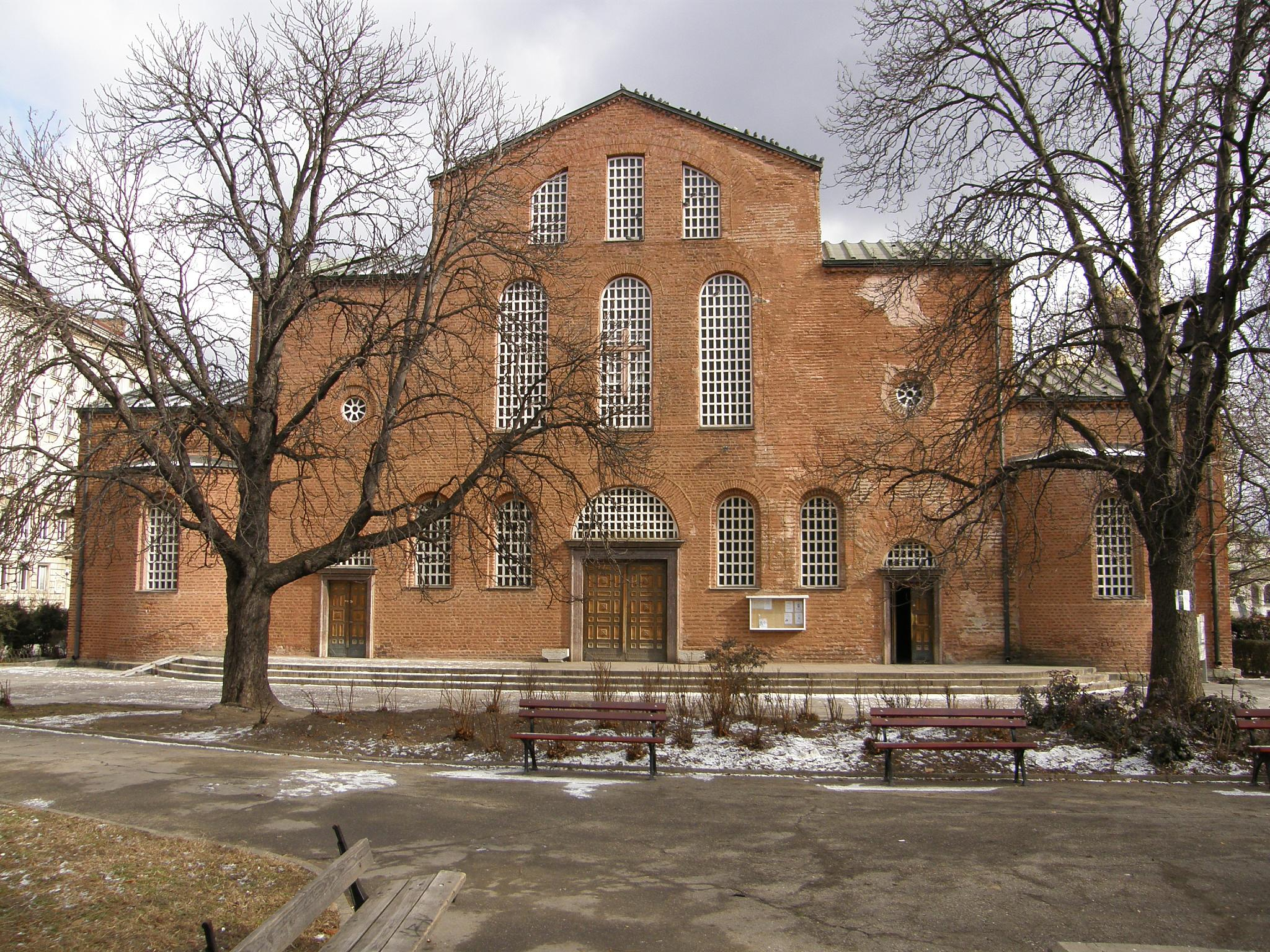
Собор Святої Софії (VI ст.)

### Середньовіччя
На початку ІХ століття, 9 квітня 809 року, на Великдень хан Крум приєднався фортецю Сердику і місто навколо неї до болгарської держави під назвою Средець (від лат. Serdica ст.-слов. Срѣдьць). Після першого завоювання Преслава і Друстура Іоанном Цимісхієм у 971 році, Средец став місцем розташування болгарського патріарха. Під час воєн із братами комітопулами, імператор Василь II робить безуспішні спроби штурмувати місто між 986 і 1016 роками. Зазнавши рішучої поразки, цар Самуїл і 17 серпня в 986 році при Тарянових вратах, цар, тікаючи, залишивши свою армію і скарби. У 1018 році, після смерті Івана Владислава 35 замків, зокрема Средець, добровільно перейшли під владу візантійського імператора.
Після відновлення болгарської держави в 1185 році єпископ Средеця зводиться в сан митрополита. З кінця XIV століття по 1870-ті роки місто, як і вся країна, перебувало під османською владою. Ще в XII—XIII вв. місто в спілкуванні називали Софією, за іменем головного храму — кафедральною св. Софії. (Заснована в першій половині IV ст., сучасна будівля сходить до кінця того ж століття, добудовувалося кілька разів). Проте в офіційних документах під цією назвою місто з'являється лише наприкінці XIV століття.

### Османське панування
Під час османського владицтва місто стає важливим центром імперії. Тут міститься резиденція бейлербея Румелії, що править європейською територією Османської імперії і, таким чином, місто стало найважливішим, після Константинополя, османським містом в Європі. Разом з тим в Софії розвивалася культурна діяльність болгар — Софійська літературна школа XVI ст; «Мала свята гора» — навколо міста було кільце із понад 50 монастирів, з яких понад 20 існують досі. Важливий центр визвольного руху.
У 1873 році, після судового процесу, що пройшов тут же, в околицях Софії був страчений болгарський національний герой Васил Левський.
Після звільнення від турецької влади і відродження болгарської держави Софія стає столицею (1879). Першочергова заслуга в цьому належить професорові Харківського університету болгарському історикові Марину Дринову, що брав діяльну участь у створенні нової держави (представники Австро-Угорщини виступали за те, щоб зробити столицею Велико Тирново). У результаті цього кількість жителів Софії росте дуже швидко в порівнянні з іншими болгарськими містами, в основному внаслідок внутрішньої міграції.

## Населення
| Рік  | Населення |
| ---- | --------- |
| 1870 | 19 000    |
| 1880 | 20 501    |
| 1887 | 30 456    |
| 1892 | 46 628    |
| 1900 | 67 953    |
| 1905 | 82 621    |
| 1910 | 102 812   |
| 1920 | 154 025   |
| 1926 | 213 002   |
| 1934 | 287 095   |
| 1939 | 401 000   |
| 1946 | 435 000   |
| 1956 | 639 900   |
| 1965 | 802 400   |
| 1975 | 965 700   |
| 1985 | 1 121 800 |
| 1992 | 1 114 900 |
| 2001 | 1 091 772 |
| 2011 | 1 202 761 |
| 2015 | 1 286 383 |
| 2016 | 1 307 376 |

Населення Софії протягом багатьох років
(числа приведені в тисячах)
Софія є найбільшим містом в Болгарії. У 1870 році налічувалося близько 19 000 жителів. Згідно з першого офіційного перепису в Князівстві Болгарії (1881), найбільше місто в нинішніх болгарських землях було Русе з 26 163 жителями, а потім Варна з 24 555, 3-й — Шумен, 23 093, і Софія знаходиться на 4-му місці з 20 501 жителів. У той час етнічно населення Софії ділилося так: 56 % становили болгари, 30 % — євреї, турків 7 % і 6 % циган. У 1880 році Костянтин Іречек зазначає, що в Софії було 20 сіл з близько 5000 будинків.
Через кілька років після звільнення міста населення почало поступово зростати, в основному за рахунок іммігрантів з усієї Болгарії, особливо з Радомира, Трана, Брезника, Самокова, Орханіє і Тсаріброда. У період з 1900 по 1946 рік населення міста зазнає найбільшого зростання — від 68 000 до понад півмільйона людей.
До 2015 року в Софії зареєстровано 1 426 519 осіб, які вказали поточну адресу проживання в Софійському муніципалітеті, з яких 1 286 383 є резидентами Софії. За даними перепису 2001 року, у районі Софії живуть 1 177 577 осіб, з яких 559 229 чоловіків (47,5 %) і 618 348 жінок (52,5 %) або на 1000 чоловіків приходиться 1106 жінок. У Софії живуть 1 094 410 осіб, 518 149 чоловіків і жінок 576 261. У найбільшому районі Люліні проживає 120 117 жителів, а в Младості — 110 877 жителів, Подуяне — 75 312 жителів і в Красному Селі 72 773 жителів. Більшість жителів столиці мають від 18 до 64 років (790 180 осіб), а людей у віці до 18 років (201 202), а також тих, хто старше 65 років (183 049). Середній вік склав 38,3 року.
Щільність населення на кінець 2000 р. склала 909,1 осіб/км². На думку деяких газет, фактичне число людей, що проживають в столиці, більше 2 млн осіб. Відповідно до заяв офіційних осіб, щорічно з провінції в Софію на постійне проживання приїжджає від 25 000 до 45 000 осіб. Це викликає багато проблем для міста — переповненість, збільшення кількості автомобілів, пробки, забруднення повітря, житлова криза, відсутність паркувальних місць і багато іншого.
Народжуваність на 1000 осіб склала 7,9 дитини, а до 2001 року вона перебуває в постійному стані занепаду. Коефіцієнт смертності становив 12,2 на 1000 і продовжує рости. На підставі цих даних щорічне зниження чисельності населення було б 4,3 проміле. Справді, через приплив людей із сільської місцевості населення збільшується. Дитяча смертність становить 11 дітей на 1000 народжених живими. У 1980 році це було 18,9 на 1000. З 2001 року рівень народжуваності в Софії постійно зростає, досягаючи 13 проміле. Це створює проблему з дитячими садками, число яких зменшилося вдвічі, у довгостроковій перспективі зниження народжуваності після 1989 року.
За даними перепису 2011 року, населення Софії складається з таких етнічних груп:
- болгари — 1,136 млн (96 %)
- роми — 18 300 (1,5 %)
- турки — 6500 (0,6 %)[23].

Близько 17 000 осіб вказали іншу етнічну групу або не ідентифікували себе. Немає помітної різниці у відсотках від трьох основних етнічних груп в столиці в порівнянні з переписом 2001 року, єдина істотна відмінність це збільшення болгарського населення на 12 000 осіб. У ході перепису 2001 року також було виявлено кілька менш численних громад в Софії, в тому числі 3100 росіян, 1700 вірмен, 1200 греків.

## Економіка
У період між світовими війнами основними галузями промисловості в Софії були: борошняна, текстильна, гумова і сигаретна. До бомбардування 1944 років близько 37 % промисловості країни зосереджено в столиці. У цей період починається і розвиток науки, і освіти. Було побудовано ряд університетів, науково-дослідних інститутів, лікарень, фабрик і заводів.
Сьогодні Софія є найбільшим промисловим центром в Болгарії, перевага віддається розвитку важкої промисловості. У Софії є близько 800 великих підприємств. У Софії зосереджено 75 % чорної металургії, 50 % друку, 15 % електричної і електронної промисловості, 14 % вовняного і взуттєвого виробництва країни. Впроваджується хімічна, текстильна і харчова промисловість. Будівництво, торгівля і транспорт, зв'язують фізичну і соціальну інфраструктуру міста тому досить високо розвинені. Приватний сектор на території муніципалітету Софії зосереджений в основному в сфері торгівлі та послуг. В Софії працюють Софійська фондова біржа і Болгарська фондова біржа.
Як наслідок централізованої планової економіки близько 50 % ВВП Болгарії припадає на столицю. Тут знаходиться штаб фінансових установ. Середня зарплата в Софії є високою по країні — близько 530 левів, але, за даними статистичних спостережень, беручи до уваги ухилення від сплати податків неофіційна зарплата становить близько 680 левів, а в середньому по країні — 553 Левів.

## Інфраструктура

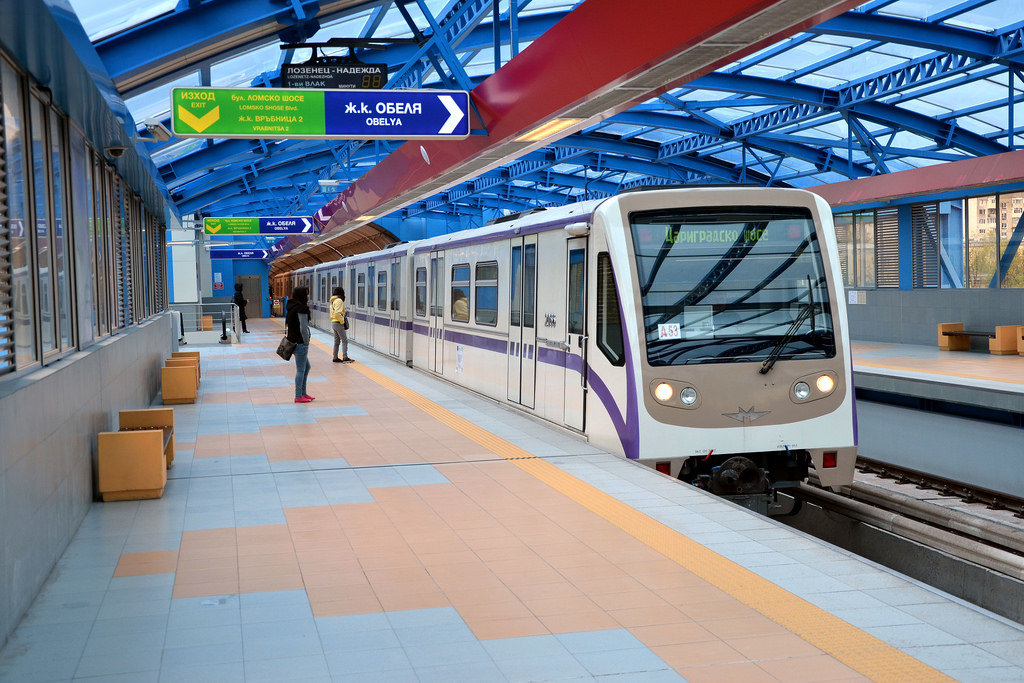
Станція софійського метро

### Транспорт
Софія є найважливішим центром залізничного сполучення Болгарії. У місті розташовано 8 залізничних станцій (Центральний Залізничний Вокзал, Софія-Північ, Іліянці, Подуєне, Іскир, Цукрова фабрика, Горна-Баня і Надія). Нещодавно був відкритий і новий Центральний автовокзал. Також функціонує міжнародний аеропорт, який має два термінали. Зростання пасажиропотоку сягає 7 107 096 пасажирів на рік (2019).
У системі міського громадського транспорту діють автобуси, трамваї, тролейбуси. 28 січня 1998 року було відкрито метро, яке наразі має 3 лінії, з відхиленнями деяких ліній на околиці міста, з 48 кілометрами колій та 43 станціями.

## Культура

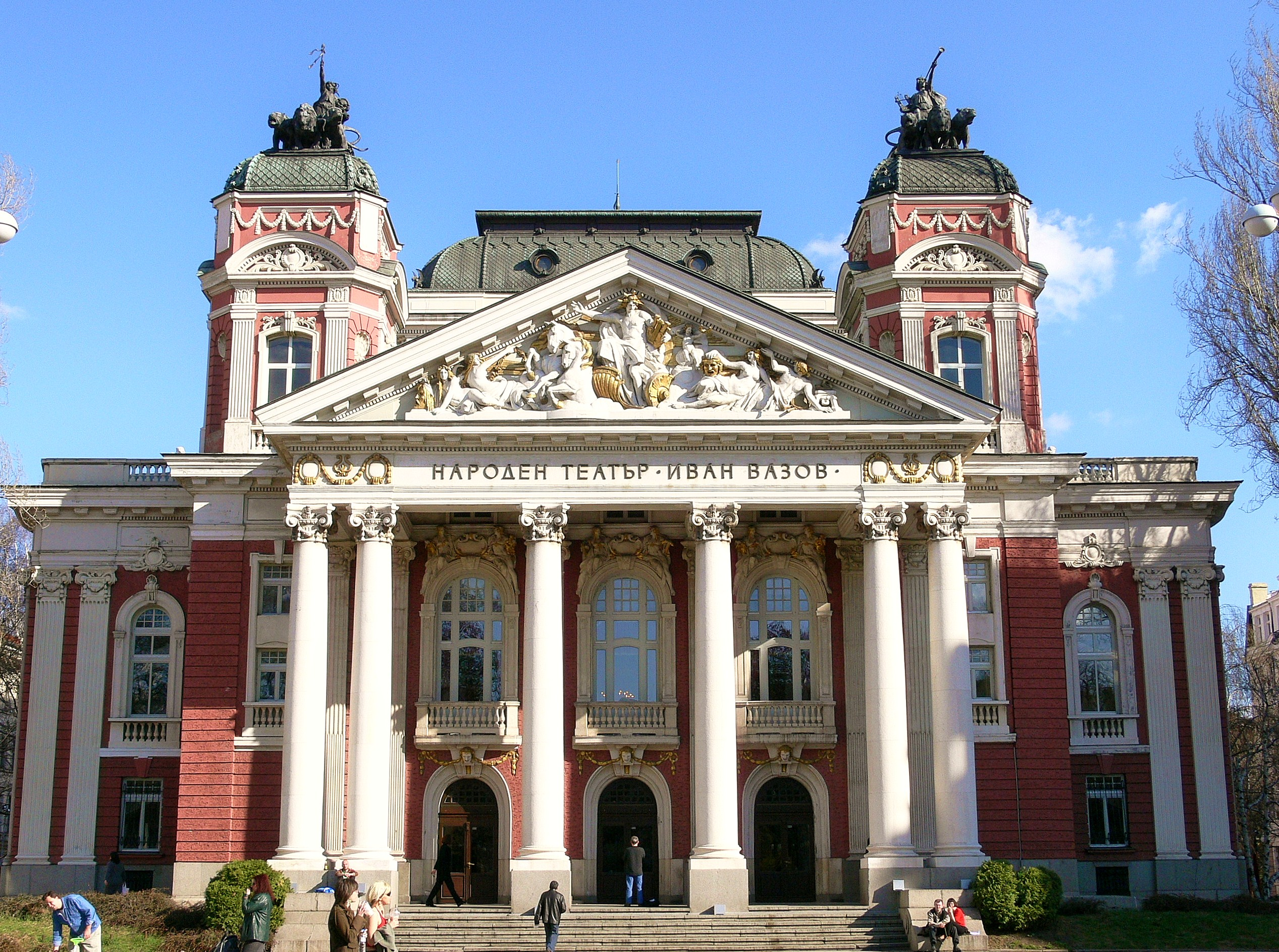
Національний театр Івана Вазова

Храм-пам'ятник Олександра Невського (1904—1912)

### Театри
- Болгарський національний театр опери і балету
- Театр Болгарської армії
- Національний театр Івана Вазова
- Національний палац культури
- Столичний ляльковий театр

### Музеї
- Національний історичний музей Болгарії
- Національний церковний історико-археологічний музей
- Національний етнографічний музей
- Національний музей «Земля і люди»
- Національний музей природознавства
- Національний військово-історичний музей
- Національний антропологічний музей
- Національна художня галерея
- Музей історії фізичної культури і спорту
- Археологічний інститут і музей

### Пам'ятники культури, мистецькі заклади
- Резиденція болгарських царів Врана
- Собор Святої Софії (VI ст.)
- Боянська церква (XI ст.)
- Храм-пам'ятник Олександра Невського (1904—1912)
- Ротонда Святого Георгія (VI ст.)
- Храм Святої Параскеви
- Храм Святої Неділі
- Храм Святого Миколи Чудотворця
- Церква святих Сьомочисельників
- Мечеть Баня Баши
- Національна галерея зарубіжного мистецтва
- Національна художня галерея Болгарії
- Національна музична академія
- Національна бібліотека святих Кирила і Мефодія
- Буюк Джамі

## Видатні особистості
- Іван Странскі (1897—1979) — болгарський фізикохімик, основоположник болгарської школи фізикохімії
- Коста Цонев (1929—2012) — болгарський актор
- Стефан Данаїлов (1942—2019) — болгарський актор театру і кіно, режисер, педагог, політик
- Ева Воліцер (* 1949) — болгарська акторка, співачка та режисер.
- Радіна Карджилова (* 1986) — болгарська акторка театру і кіно.

## Софія й Україна
У Софії в 1889—1895 жив, працював і похований Михайло Драгоманов. У 1911 році виступала українська театральна трупа О. Суходольського. У 1918—1921 роках діяло посольство УНР (посол О. Шульгин, згодом Ф. Шульга). У 1919—1920 роках дипломатична місія УНР видавала журнал «Украинско-Български Преглед» (ред. П. Сікора і Ю. Налисник). По Першій світовій війні у Софії виникла невеличка українська колонія, переважно ветеранів Армії УНР. Тут мали осідок централі українських товариств: Української Громади в Болгарії, Українського Об'єднання в Болгарії, а з 1934 року — Союзу українських організацій у Болгарії.
З 1920 року в Софії діяло Болгарсько-українське товариство (гол. І. Шишманов), у 1920-х роках нечисленна Українська студентська спілка, руханкове товариство «Січ» тощо, — усіх ліквідовано по Другій світовій війні. У Софії в 1921—1963 роках працював скульптор М. Паращук. Після 1945 року — жваві культурні зв'язки між Софією і Києвом (гастролі київських солістів, виставки образотворчого мистецтва).
13 грудня 1992 року в Софії перебував з офіційним візитом міністр закордонних справ України Анатолій Зленко. 1996 року в Софійському університеті почали викладати українську мову (проф. Іван Стоянов).

## Галерея

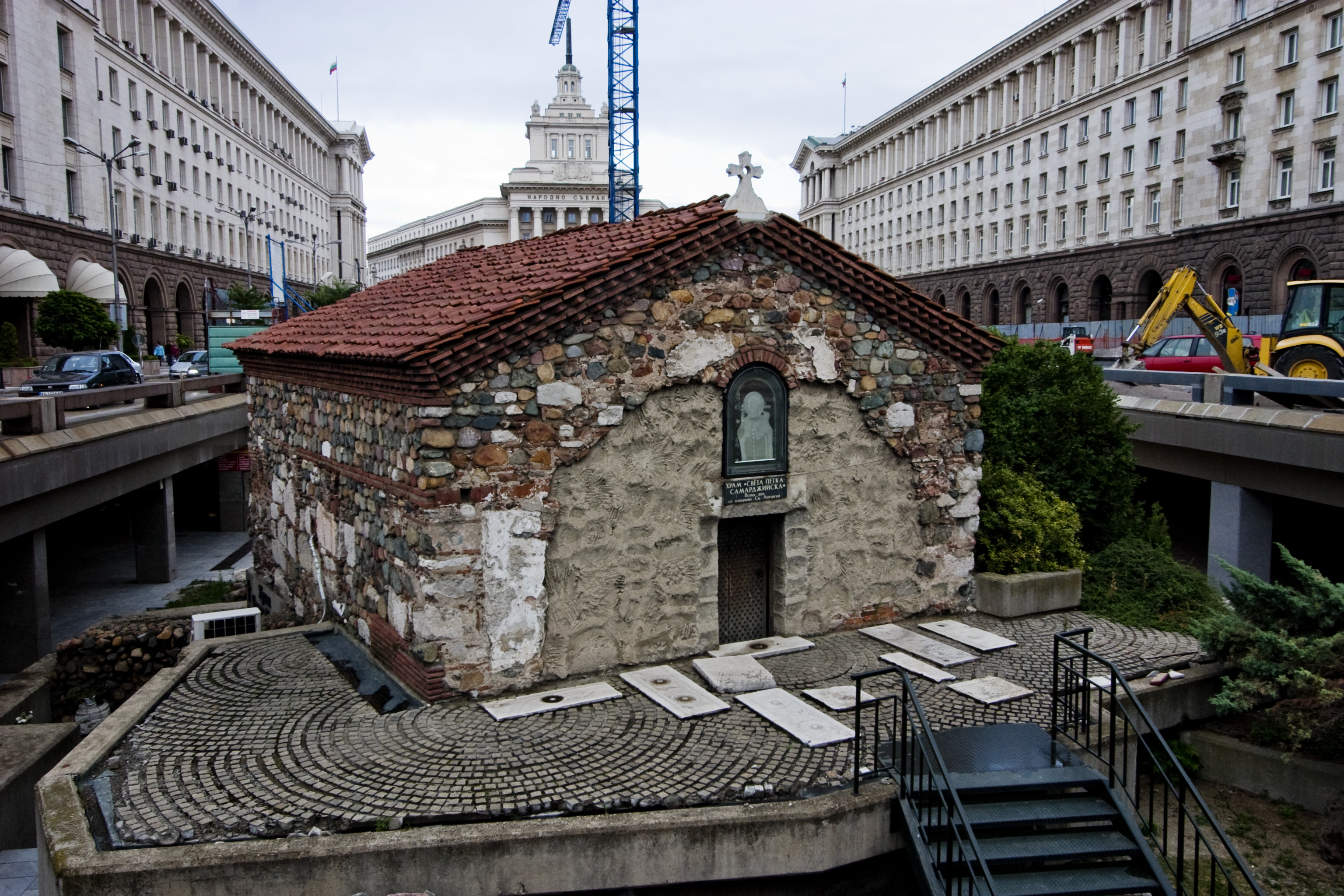
Церква святої Петки Самарджийської
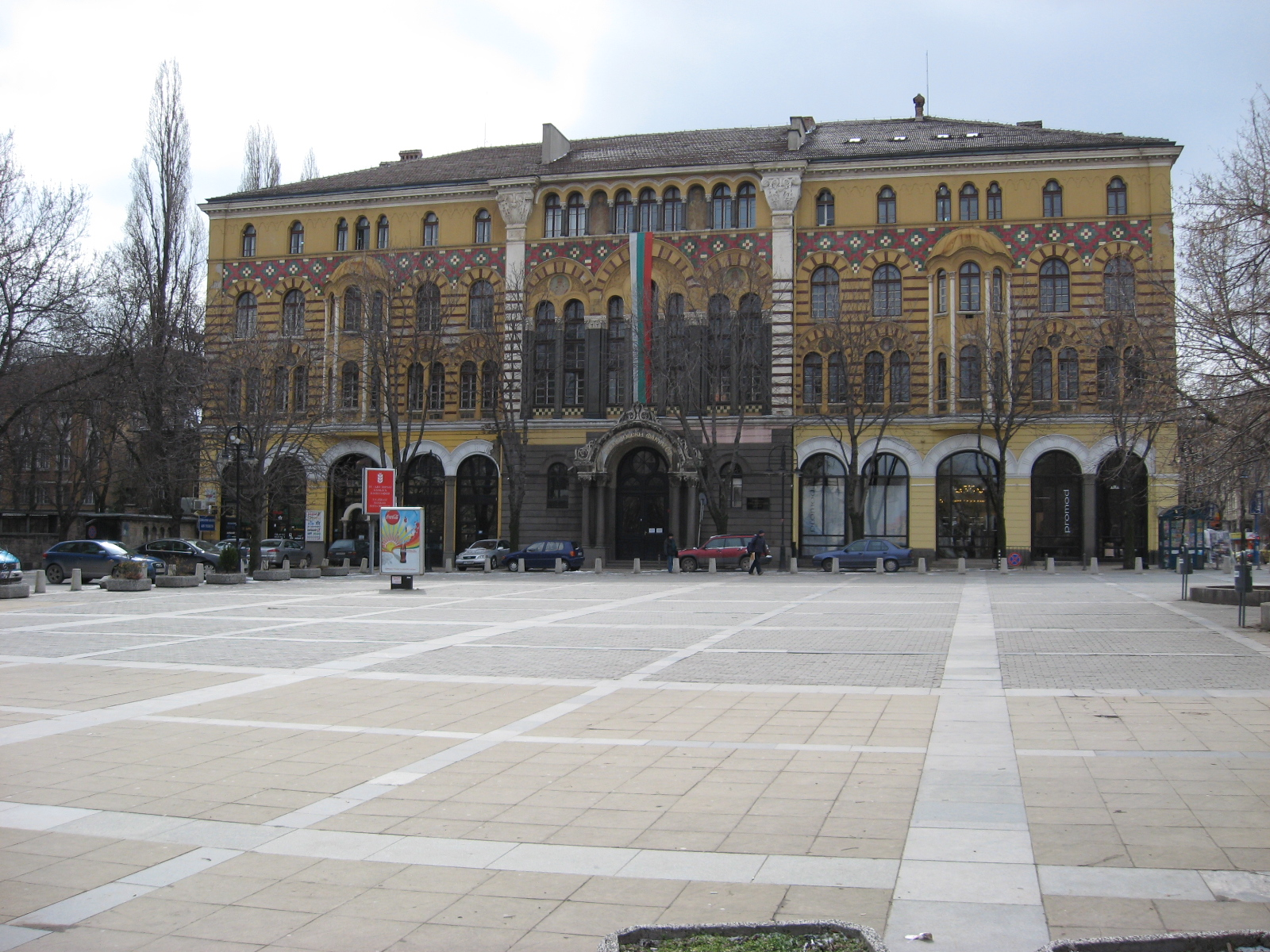
Богословський факультет в Софії
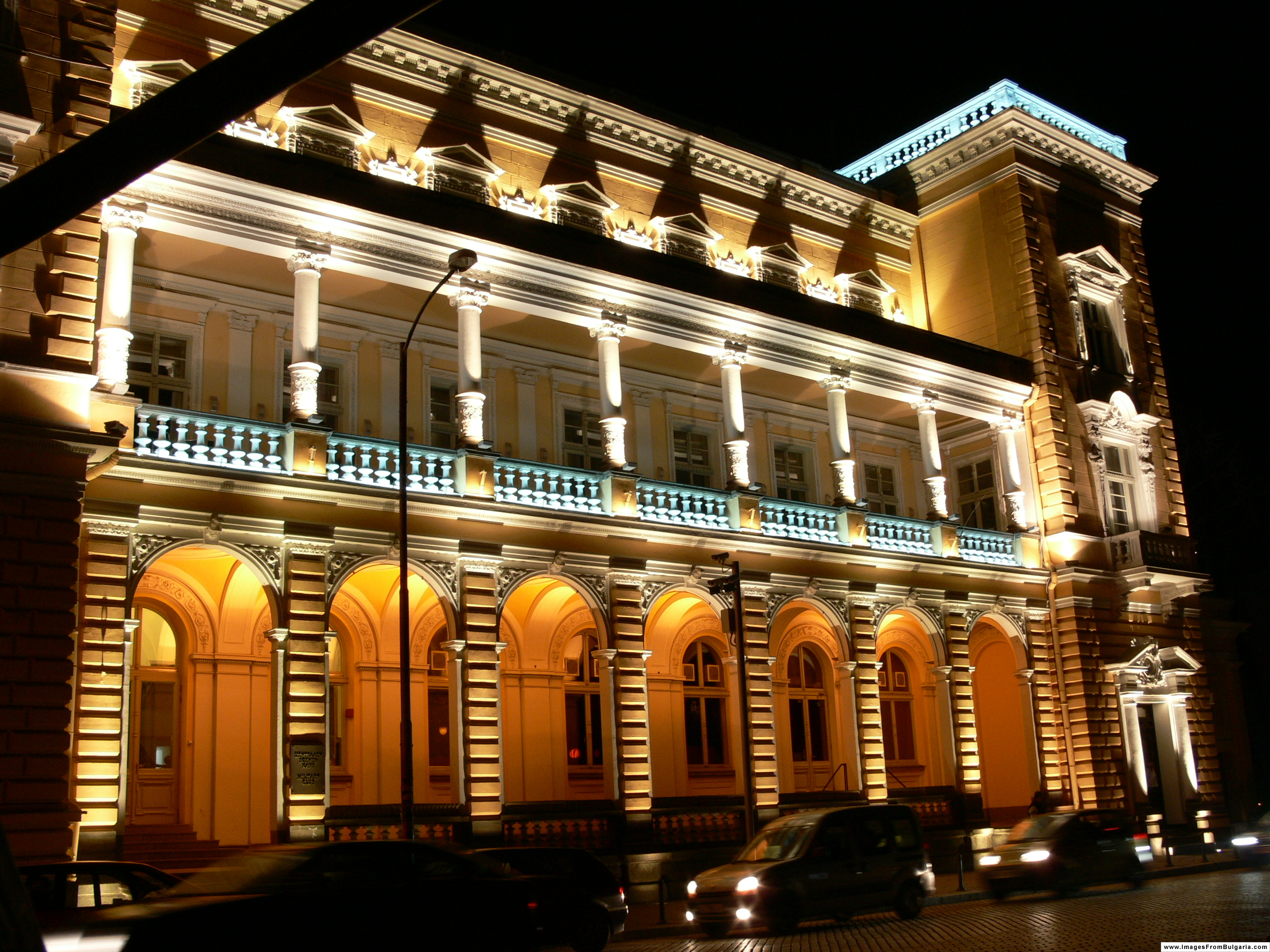
Військовий клуб
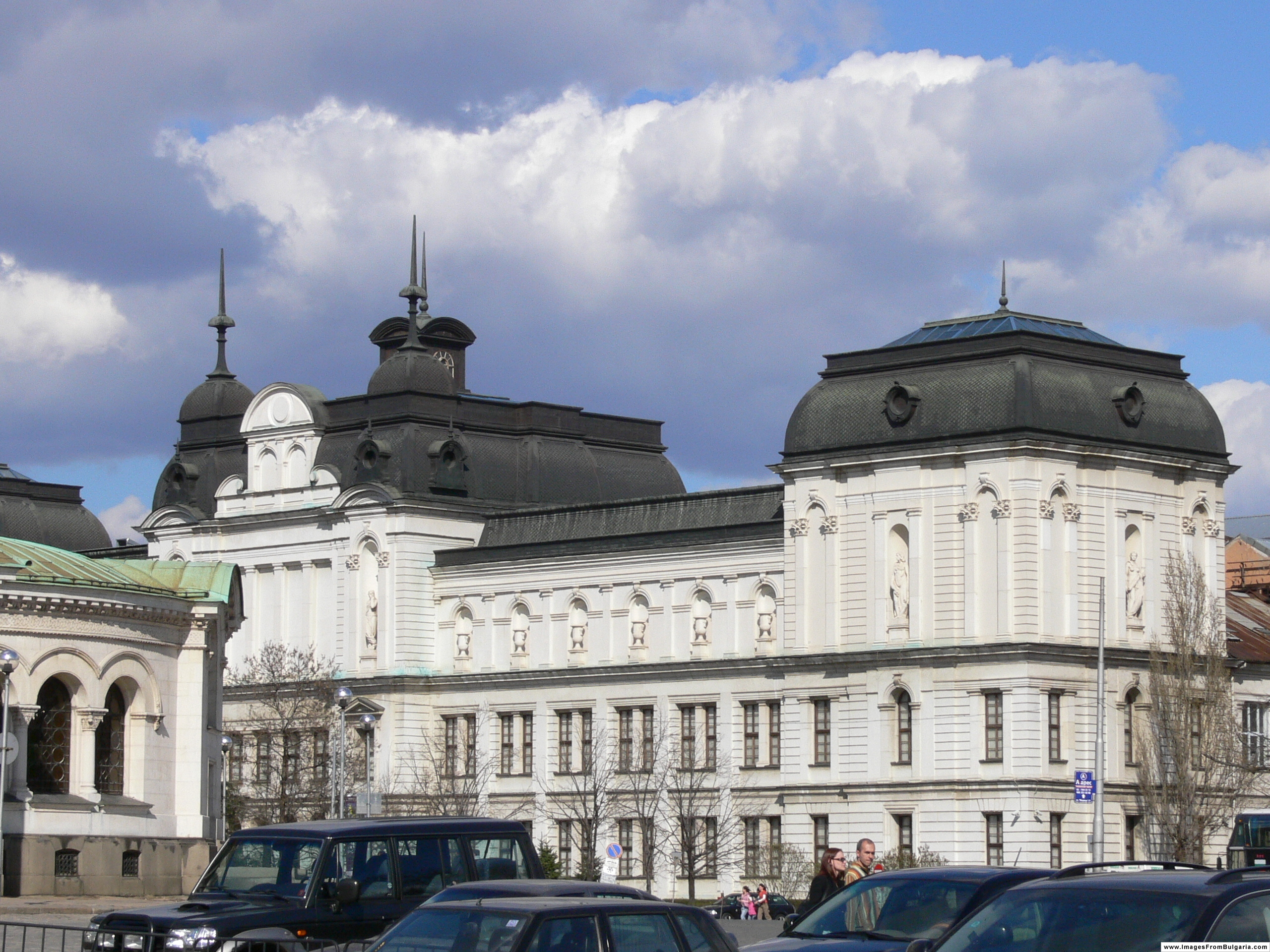
Національна галерея зарубіжного мистецтва
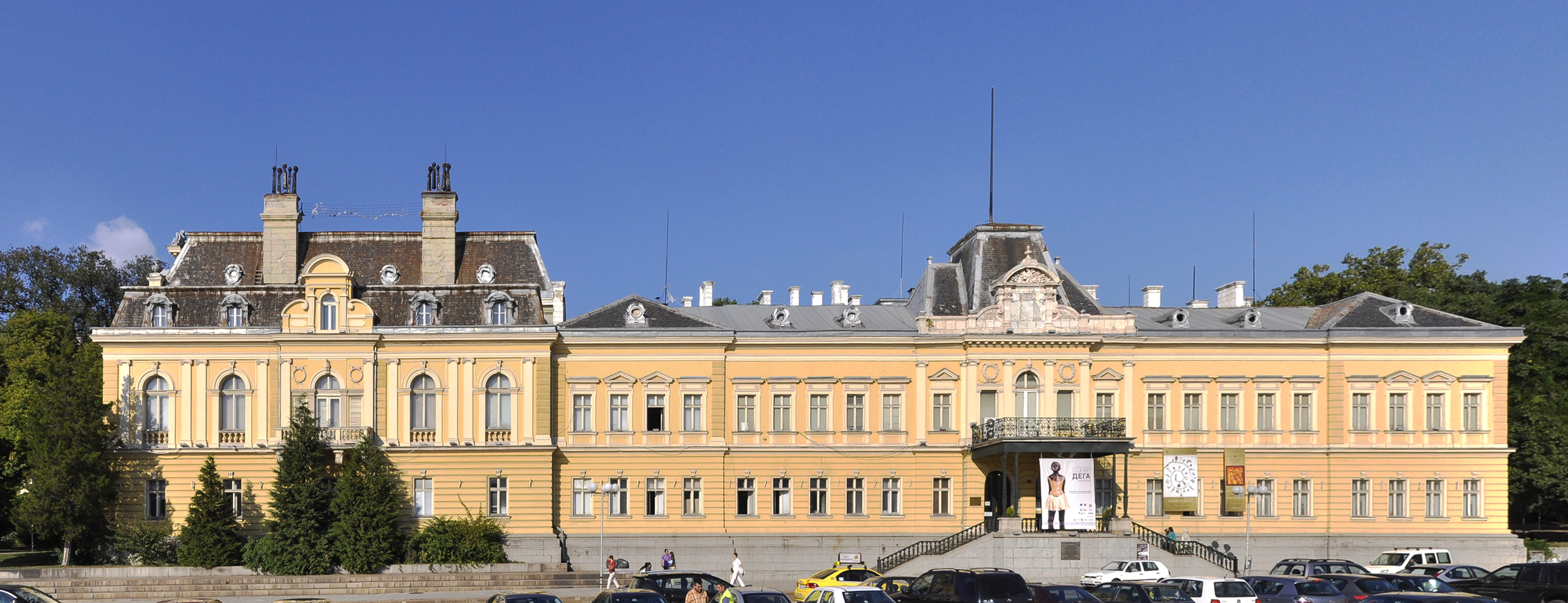
Національна художня галерея
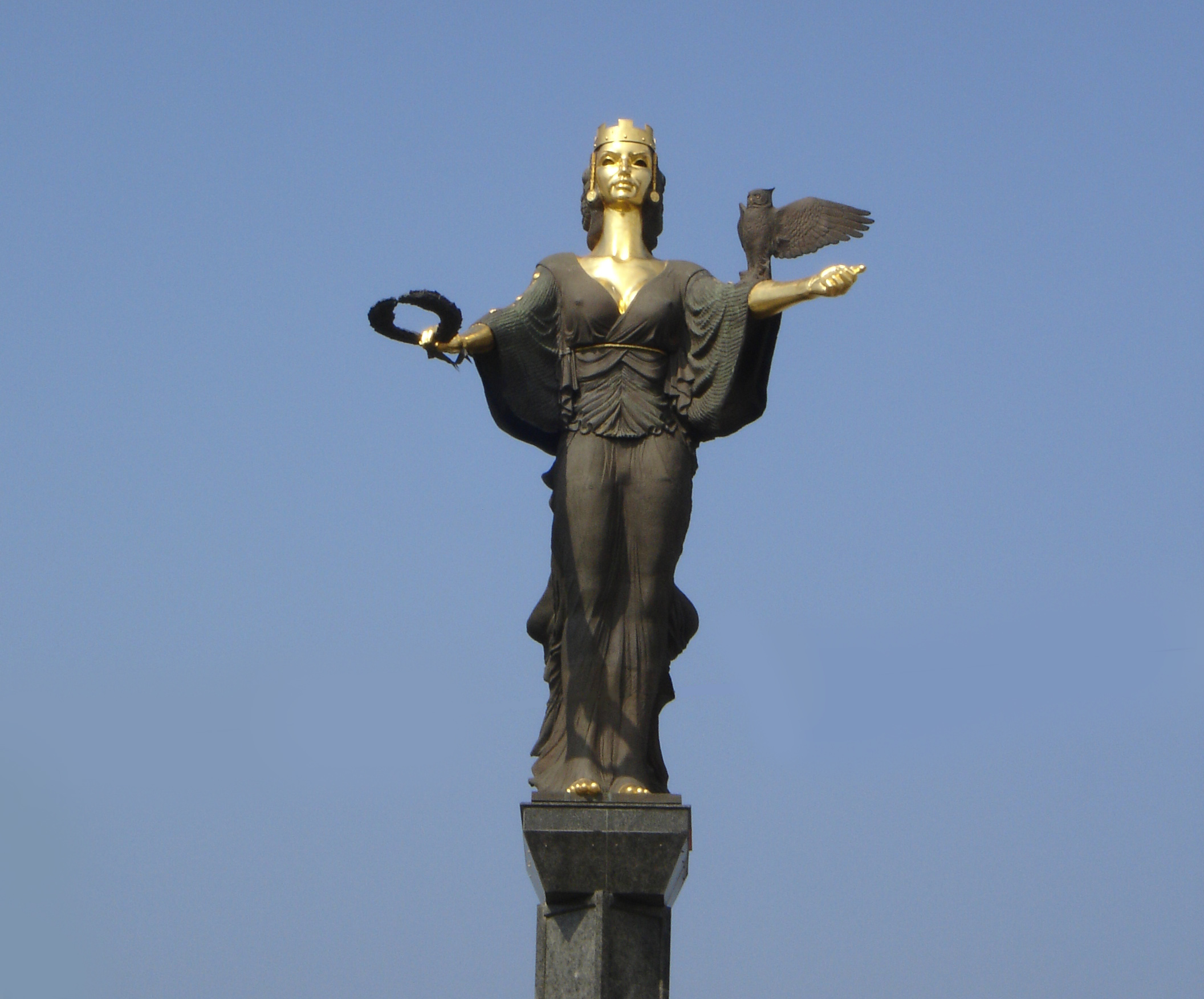
Св. Софія
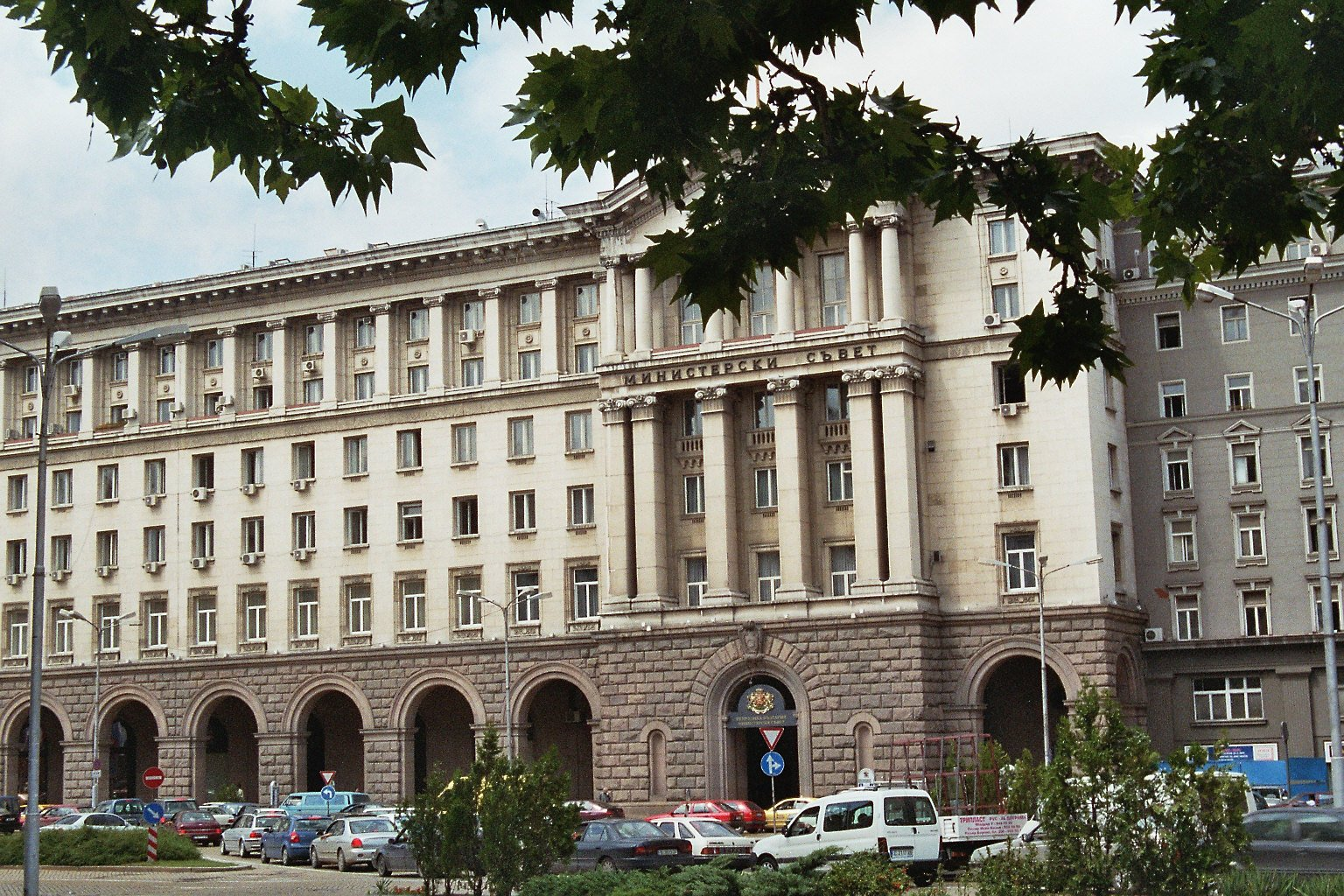
Рада міністрів Болгарії
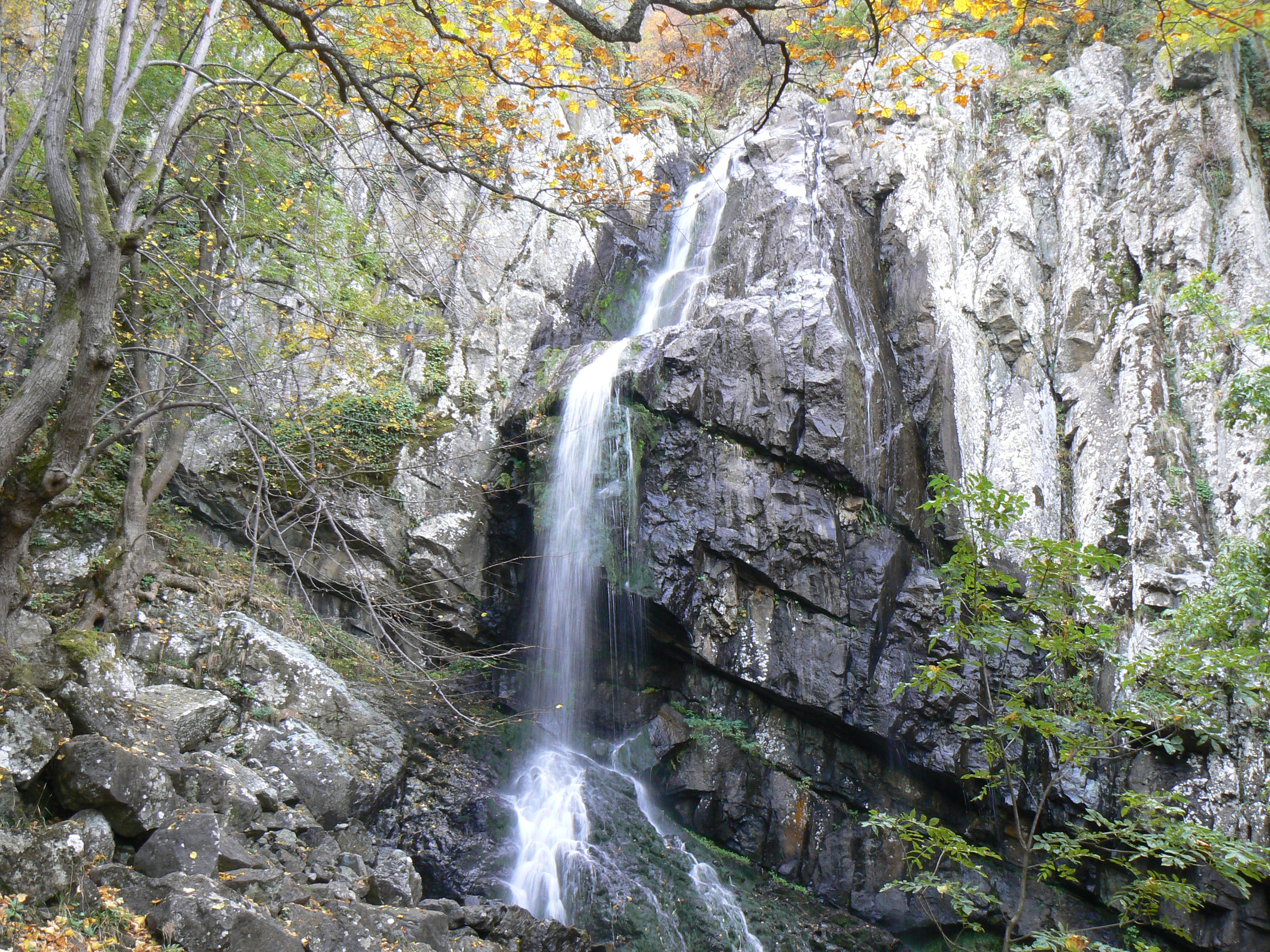
Боянські водоспади біля Софії
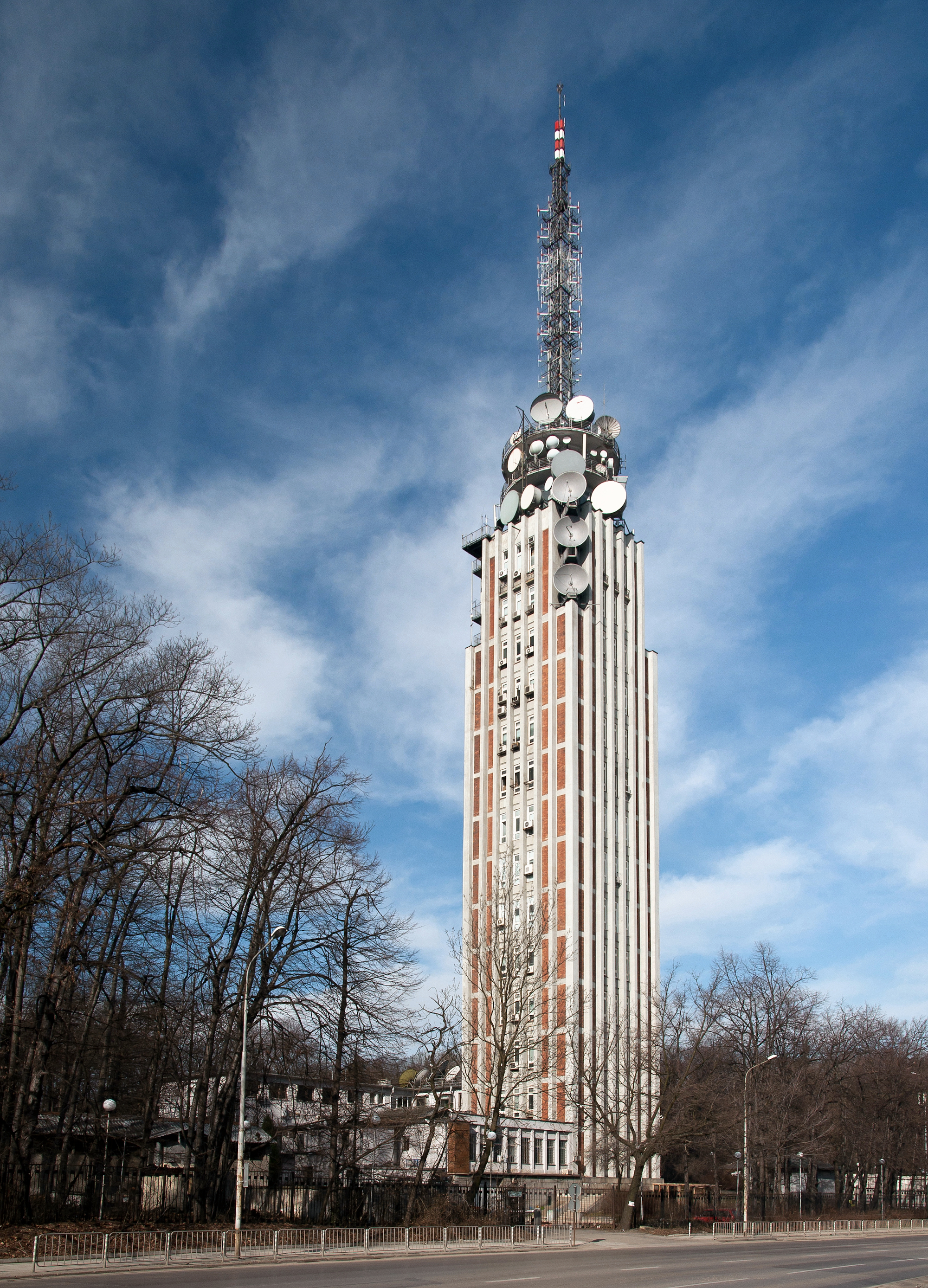
Стара телевежа
Інтер'єр Національного археологічного музею
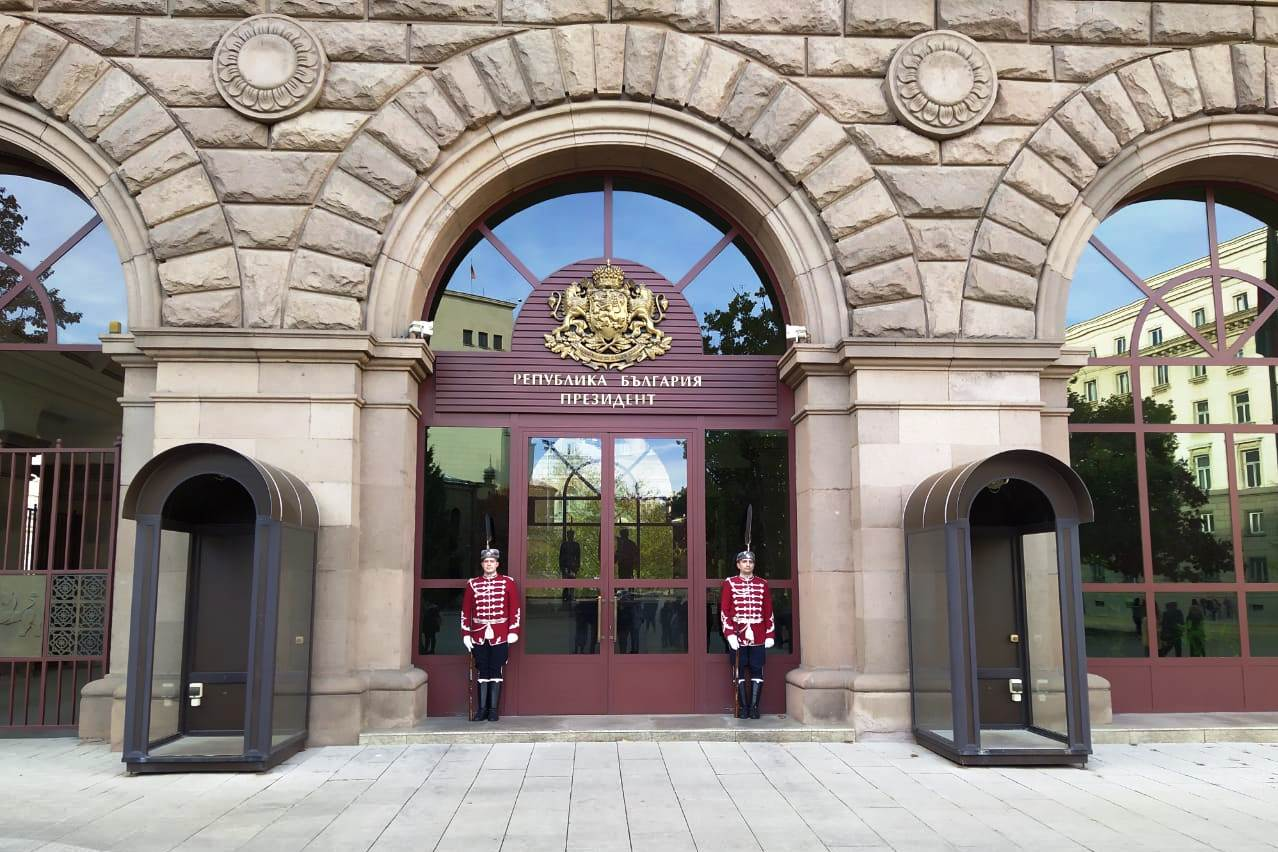
Охоронці перед головним входом до канцелярії Президента
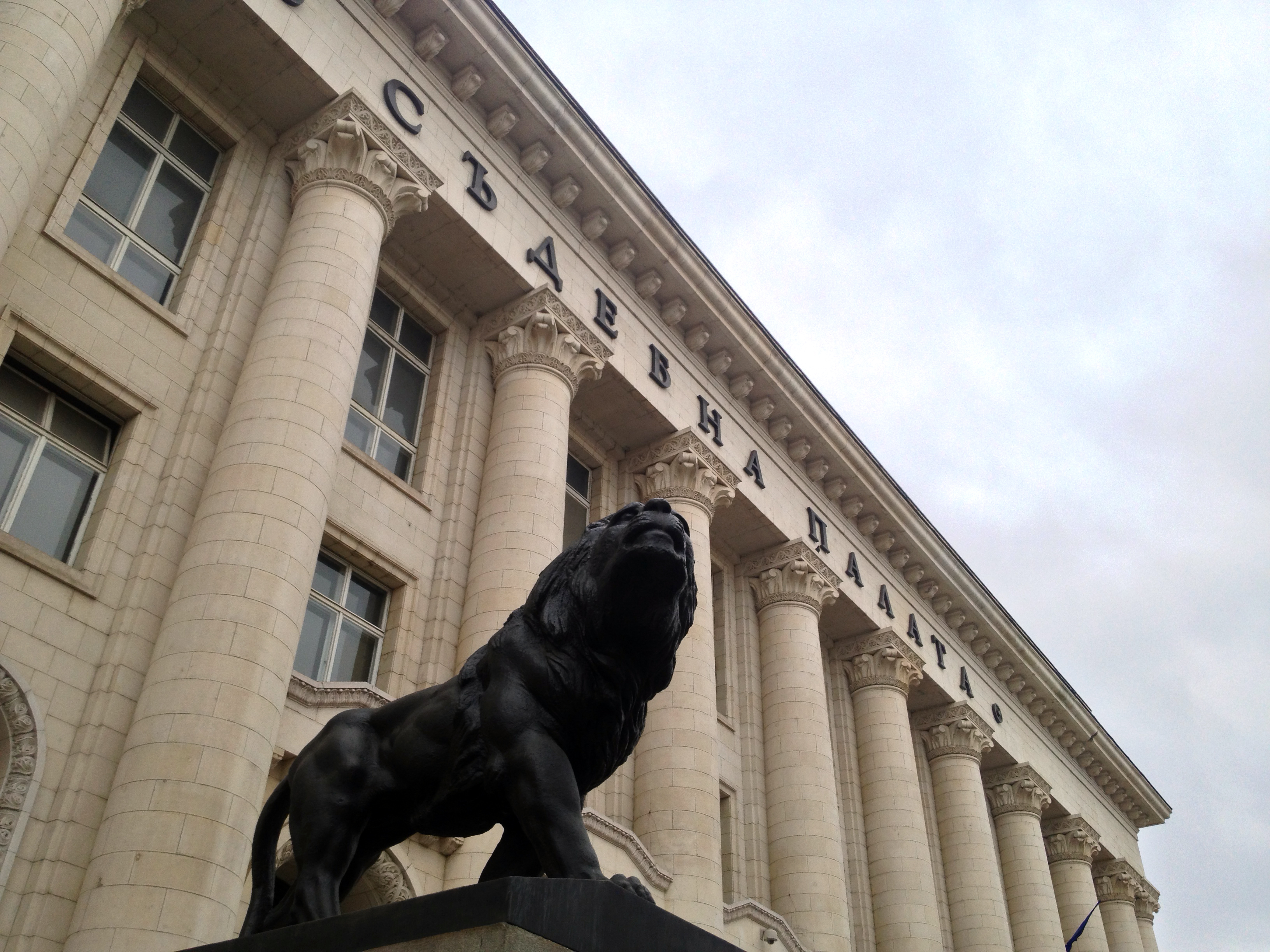
Судова палата
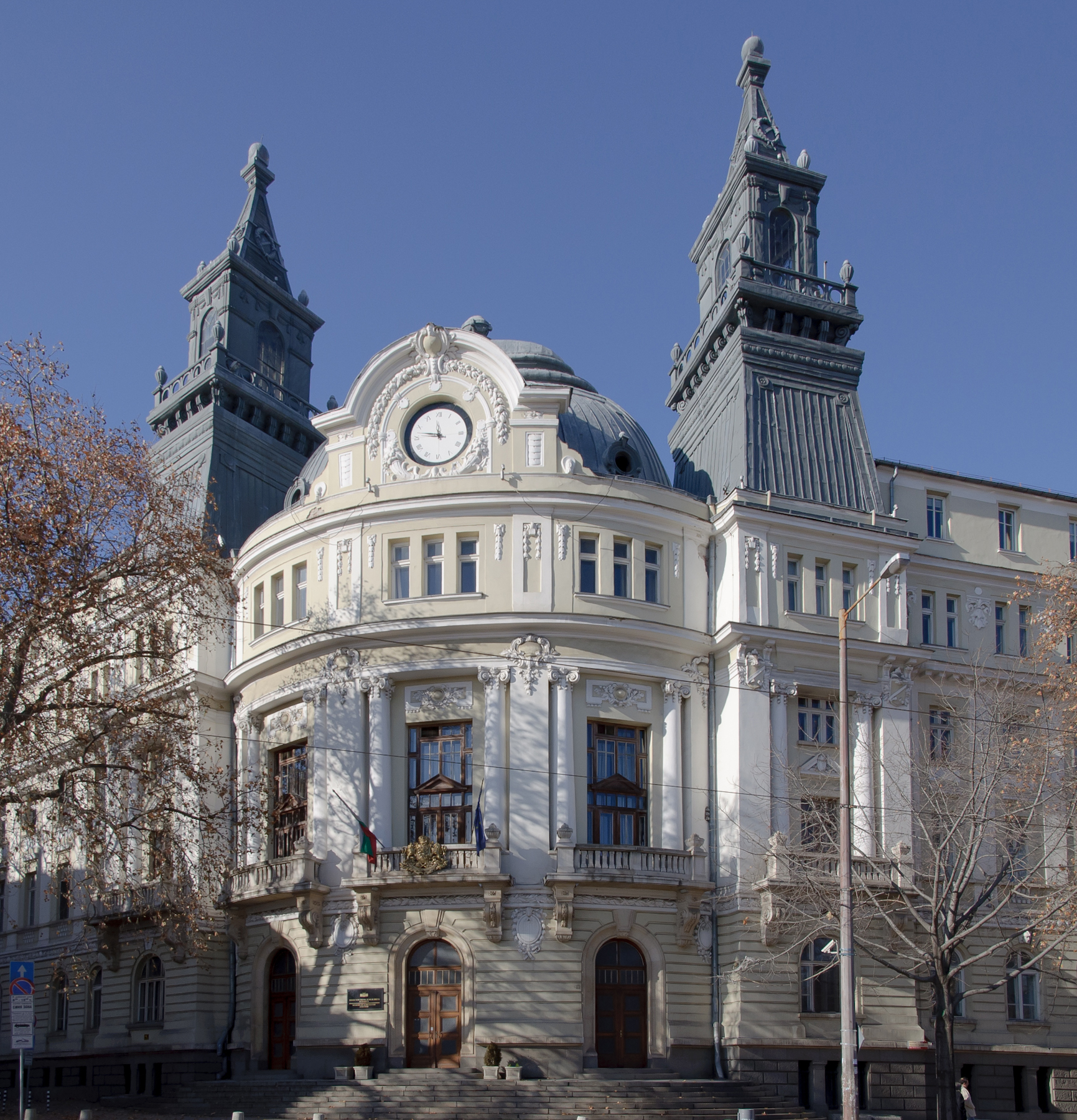
Міністерство сільського господарства та продовольства Болгарії
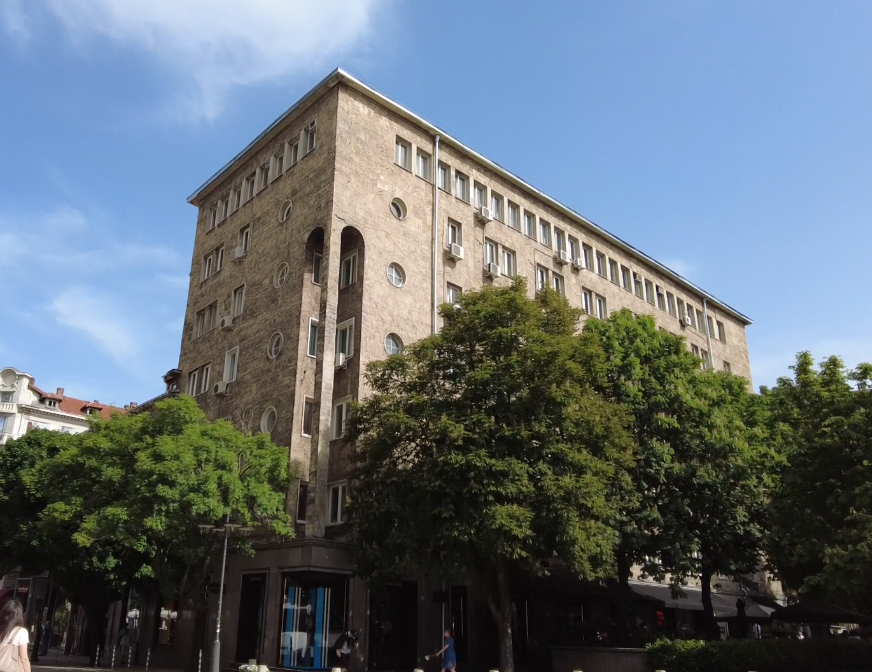
Місце єпископа Софії, 1932-34
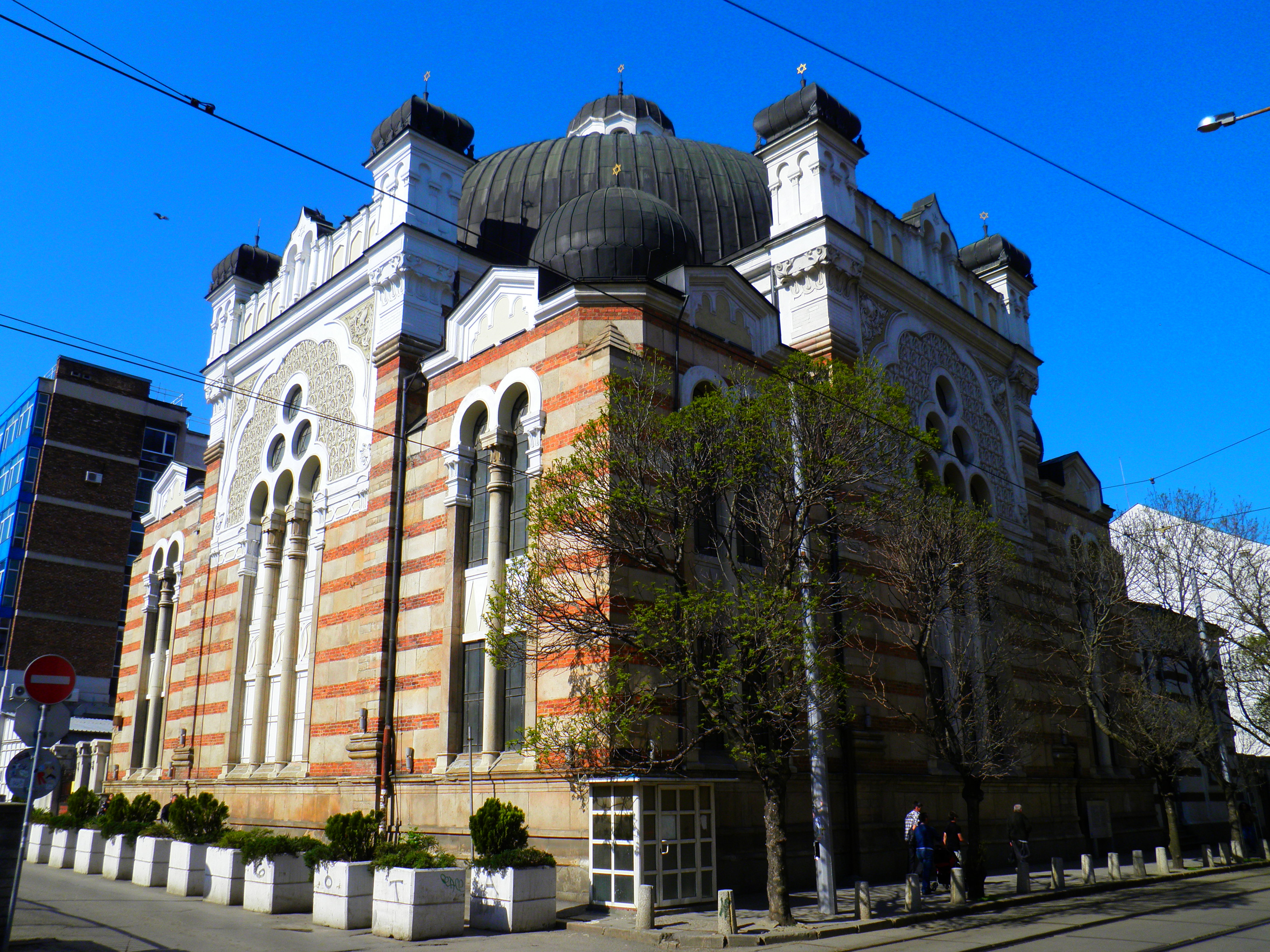
Софійська центральна синагога
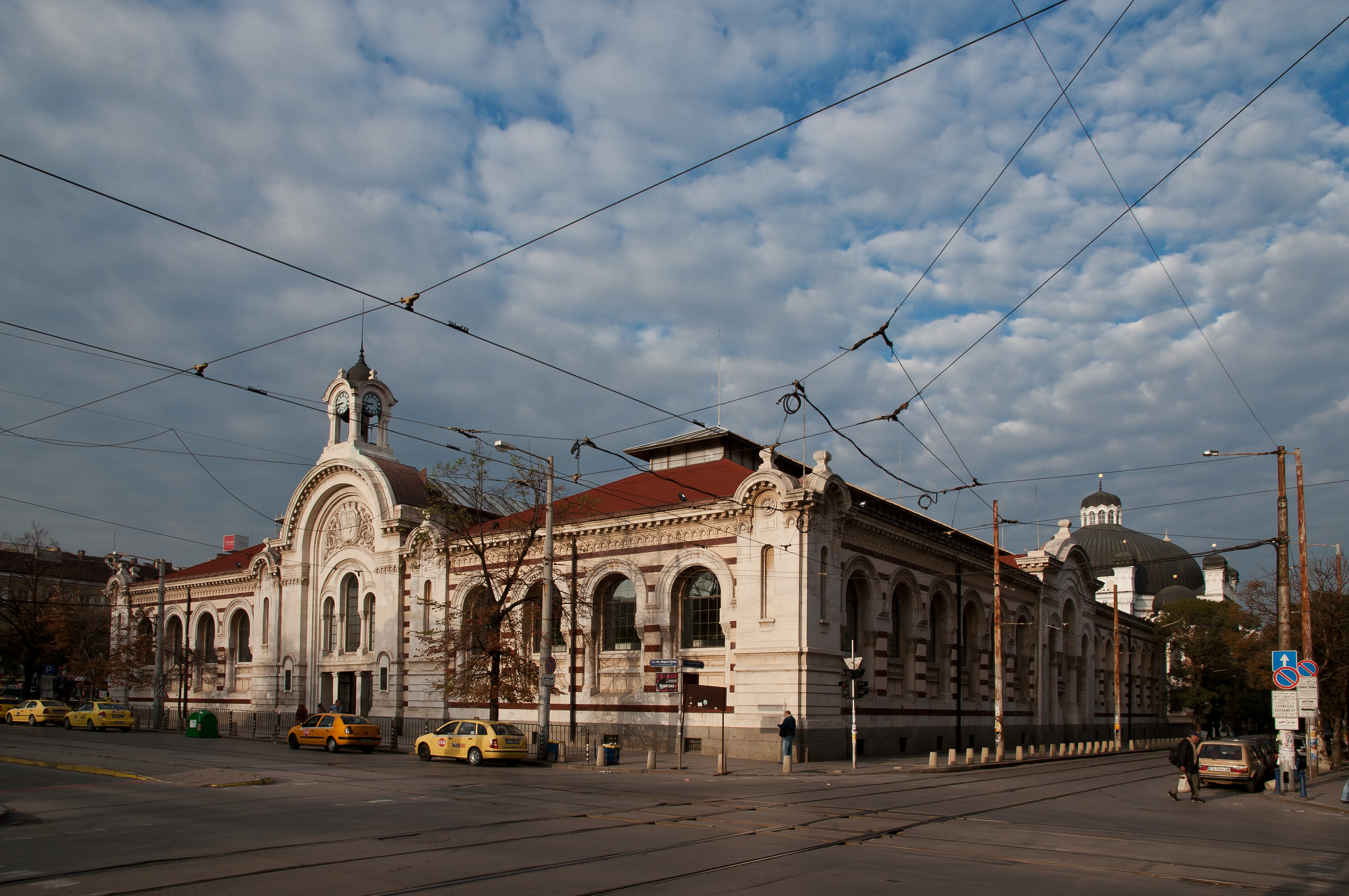
Центральний ринок Халіте в Софії

## Відомі люди
- Макаров Юрій Володимирович — журналіст, телеведучий, документаліст, оглядач часопису «Український тиждень».
- Недялкова Поліна Антонівна (1914—2001) — перша жінка-генерал в історії Болгарії.